# ドキュメンタリー八甲田山
『ドキュメンタリー八甲田山』（原題（英語）: Mount Hakkoda）は、2014年に公開された日本とイタリアの合作映画。小笠原孤酒の小説『八甲田連峰吹雪の惨劇』を原作として、210名中199名が死亡した近代の登山史における世界最大の山岳遭難事故（八甲田雪中行軍遭難事件）の真実を追ったドキュメンタリーである。

## 内容
1902年（明治35年、日本陸軍はロシアとの戦争を控え、寒冷地での訓練を急務としていた。青森の沿岸がロシア海軍から砲撃を受けた場合、八甲田山に移動路を確保する必要もあり、八甲田を縦断する計画が立てられた。1月23日早朝、雪中行軍隊は20キロ先の目的地、八甲田山麓の田代温泉へ向け、青森市内を出発した。午後4時には目的地まであと4キロ、標高732メートルの馬立場に到達。しかし、天候が激変。八甲田の吹雪は猛烈に吹き荒れ、雪中行軍隊は迷走、壊滅していく。生存者小原忠三郎伍長や専門家へのインタビューも交え、遭難の詳しい過程や遭難原因を分析、八甲田山雪中行軍遭難事件の真実に迫る。

## キャスト

### 青森歩兵第5連隊
- 津川謙光中佐（歩兵第5連隊長）：高橋淳
- 山口鋠少佐（第2大隊長）：川田誠司
- 神成文吉大尉（八甲田山雪中行軍隊指揮官）：荒井隆人
- 伊藤格明中尉（第1小隊長）：住吉晃典
- 永井源吾三等軍医：石田太一
- 三神定之助少尉（救助隊長）：田邊克彦
- 小原忠三郎伍長：佐藤勇真
- 後藤房之助伍長：森谷勇太
- 村松文哉伍長：ささきまこと
- 及川篤三郎伍長：外谷俊弥
- 高橋伍長：林久志
- 富岡伍長：黒滝奎吾
- 多田伍長：村田賢二郎
- 古館要吉一等卒：渡辺光祐
- 紺野二等卒： 河内祐樹
- 小笠原二等卒：三上大芽

### その他
- 田茂木野村長老：長谷川等
- 後藤さちよ(後藤房之助の妻)：久保エイミー
- 後藤伍長少年時代：小林蓮
- 日本語版ナレーター：屋良有作

### インタビュー出演者
- 松岡良美（八甲田山雪中行軍遭難資料館館長）
- 貝森誠通（八甲田山ガイド連絡会会長）
- 加藤幹春（雪中行軍研究家・元陸上自衛隊第9師団広報幹部）
- 田草川茂人（陸上自衛隊第5普通科連隊連隊長）
- 石田祐宣（弘前大学気象学研究室助教）
- 小幡常啓（情報幾何学専門家、元・群馬高専教授）
- 小原忠三郎（八甲田山雪中行軍隊第4小隊）
- 後藤信一（八甲田山雪中行軍隊第4小隊後藤房之助伍長の子息）

## 解説
- 雪中行軍隊が遭難していくシーンは2011年、2012年と2年にわたって撮影された[1]。撮影は過酷で、出演者の中には耳が凍傷にかかった者が数名いた。
- 八甲田山での撮影は実際の遭難現場で、遭難の同日同時刻に行われている[1]。
- 小笠原孤酒は八甲田山雪中行軍遭難事件を長期にわたって取材した。小笠原から資料提供を受け、新田次郎が『八甲田山死の彷徨』を執筆、橋本忍がこの小説を脚色・製作したのが映画『八甲田山』である。これらは史実にフィクションを盛り込んでいるため、登場人物がすべて仮名になっているが、『ドキュメンタリー八甲田山』ではすべて実名になっている。
- DVD特典映像では八甲田山の心霊現象も解説している。
- 企画段階では三毛別羆事件も映画化の対象だったが、最終的に八甲田山雪中行軍遭難事件に決定した。